# 尼崎市立大庄中学校
尼崎市立大庄中学校（あまがさきしりつ おおしょうちゅうがっこう）は、兵庫県尼崎市大島三丁目にある公立中学校。
開校後間もなく東西2校に分かれたが、58年後の2006年に再び統合し、旧校名を名乗るようになった。大庄西中学校は現在の尼崎市立大庄中学校の位置（旧・尼崎市立工業高等学校跡地）に、大庄東中学校は菜切山町37番地（旧・尼崎市立大庄小学校農園）にあった。

## 歴史
- 1947年（昭和22年）4月22日 - 尼崎市立大庄中学校として開校。当初は教室の一部を尼崎市立大庄小学校敷地内に置いていた。
- 1949年（昭和24年）4月1日 - 尼崎市立大庄東中学校と尼崎市立大庄西中学校に分離。
- 1960年（昭和35年）5月16日 - 大庄西中学校が尼崎市立啓明中学校を分離。
- 2006年（平成18年）4月1日 - 大庄東中学校と大庄西中学校が統合し、尼崎市立大庄中学校となる。
- 2016年（平成28年）4月1日 - 尼崎市立啓明中学校を統合。

## 部活動

### 運動部
- 野球部
- サッカー部
- バスケットボール部
- バレーボール部
- ソフトテニス部
- 剣道部
- バドミントン部
- 少林寺拳法部

### 文化部
- 吹奏楽部
- 美術部
- 英語クラブ
- 家庭科部
- ボランティア部

## 通学地区
以下の4小学校区。
- 尼崎市立大庄小学校
- 尼崎市立成徳小学校
- 尼崎市立成文小学校
- 尼崎市立わかば西小学校

## 周辺施設
- 大庄北生涯学習プラザ
- 尼崎市立大庄小学校
- 南ノ口公園
- 尼崎大島郵便局
- 兵庫県道192号尼崎港崇徳院線（尼宝線）

## 交通アクセス
- 阪神バス尼崎市内線47・50系統 「大島３丁目」にて下車、北東へ300m

## 通学区域が隣接している学校
- 尼崎市立成良中学校
- 尼崎市立中央中学校
- 尼崎市立大庄北中学校
- 西宮市立学文中学校
- 西宮市立鳴尾中学校
- 西宮市立浜甲子園中学校
- 西宮市立鳴尾南中学校
- 西宮市立高須中学校